# Lucien Van de Velde
Lucien-Bernard-Marie (Luc) Van de Velde, né le 1er janvier 1931 à Malines et y décédé le 7 mai 2013, fut un avocat et homme politique belge.

## Fonctions et mandats
- Échevin de Malines
- Député fédéral belge élu de Malines (1978-1987)
  - Membre du Cultuurraad, ensuite du Vlaamse Raad

## Sources
- Kamer van Volksvertegenwoordigers, Levensberichten en Officieel Handboek, Brussel 1985, p. 193.
- Ressource relative à la vie publique :   - Parlement flamand